# Chorisepalum ovatum
Chorisepalum ovatum är en gentianaväxtart som beskrevs av Henry Allan Gleason. Chorisepalum ovatum ingår i släktet Chorisepalum och familjen gentianaväxter. Utöver nominatformen finns också underarten C. o. sipapoanum.